# صدویک: هوابرد نبرد نرماندی
بازی  صدویک: هوابرد نبرد نرماندی  (به انگلیسی: 101: The Airborne Invasion of Normandy) در سال ۱۹۹۸ میلادی توسط شرکت اینتراکتیو سیمولیشن  ساخته و به وسیلهٔ امپایر اینتراکتیو  برای کامپیوترهای مبتنی بر سیستم عامل ویندوز منتشر گردید. این بازی در ژانر استراتژی نوبتی و بر اساس وقایع جنگ جهانی دوم ساخته شده‌است.

## داستان بازی
همانطور که از نام این اثر بر میاید، داستان بازی در مورد یکی از مهم‌ترین نبردهای تاریخ معاصر و جنگ جهانی دوم، یعنی نبرد نرماندی می‌باشد. بازیباز در این بازی وظیفه هدایت و پیروزی صدویکمین نیروی هوابرد معروف به "Screaming Eagles" در سواحل فرانسه را دارد. 

## گیم‌پلی
گیم پلی این بازی به صورت استراتژی نوبتی طراحی گشته و بازیباز فرماندهی یک گروه ۱۸ نفره را بر عهده می‌گیرد. در ابتدای هر مرحله جزئیات دقیق و کاملی برای راهنمایی به بازیباز ارائه می‌شود. سپس بخش تجهیز نیروهای گروه و پرش گروه هوابرد بر روی نقشه بازی انجام می‌پذیرد. هر کاراکتر فرمان‌های خاص خود را جهت هدایت دارا می‌باشد، مانند: فرمان آتش، استراحت، حرکت و ... و چون این بازی به صورت استراتژی نوبتی طراحی گردیده، هر کاراکتر دارای "اکشن پوینت" مشخصی می‌باشد و هر حرکت مقدار معینی "اکشن پوینت" را مصرف می‌کند.  هدف اصلی تمام مأموریتها آزاد نمودن بخش تعیین شده نقشه است که البته با امکانات جانبی دیگری نیز همراه است. گیم پلی این بازی در طول بازی، کمک خاصی برای جهت یابی به بازیباز نمی‌نماید و بازیباز باید با اتکا به نقشه خوانی و جهت یابی شخصا در مأموریتها موفق گردد. 

## مشخصات فنی

گرافیک بازی

- گرافیک :  گرافیک این بازی به صورت بازی‌های استراتژی معروف آنزمان به صورت دو بعدی بوده و نمای دوربین از بالا می‌باشد. نقشه منطقه نرماندی با دقت و جزئیات کامل در این بازی بازسازی گردیده‌است.
- امتیاز کلی  : این بازی امتیازهای متفاوتی از سایت‌های بازی دریافت کرده‌است . رتبه این بازی در میان بازی‌های منتشر شده برای PC، جایگاه ۱۱۲۵ می‌باشد. میانگین رنکینگ نسخه‌های مختلف این بازی ۷۴٫۶۴ می‌باشد. [۷]